# Sandpoint
Sandpoint – miasto w Stanach Zjednoczonych, w stanie Idaho, ośrodek administracyjny hrabstwa Bonner, położone na zachodnim brzegu jeziora Pend Oreille, w miejscu gdzie wypływa z niego rzeka Pend Oreille.

Sandpoint na mapie stanu Idaho z zaznaczeniem hrabstwa Bonner (na rdzawo, na mapce po prawej) i obszarów miejskich oraz samego miasta na mapce hrabstwa (na czerwono, na mapce po lewej)

## Demografia
Populacja 7365 (2010 r.). W roku 2023 liczba mieszkańców wzrosła do 10 024 osób, a gęstość zaludnienia osiągnęła 815 osób/km².

## Festiwale
Od 2005 miasto jest siedzibą znaczącego festiwalu filmu niezależnego.

## Znane osoby
Wśród urodzonych w Sandpoint jest Sarah Palin, polityk, kandydat na wiceprezydenta USA w wyborach z 2008 i była gubernator stanu Alaska, jak i nagrodzona Pulitzerem w 2005 autorka i powieściopisarka Marilynne Robinson.

## Historia i kolej
Sandpoint miało swoje początki jako miasto osadnicze białych Amerykanów i robotników z Chin dzięki kolei transkontynentalnej, której budowa tu dotarła pod koniec przedostatniej dekady XIX wieku. Obecnie Amtrak obsługuje miasto pasażerskim pociągiem dalekobieżnym jako przystanek na trasie Empire Builder, raz dziennie w obu kierunkach: do dworca Union Station w Chicago na wschód i do dwóch odgałęzień prowadzących do dworców głównych w Seattle i Portland na zachód.